# Федяев, Андрей Валерьевич
Андрей Валерьевич Федяев  (род. 26 февраля 1981) — российский космонавт-испытатель отряда ФГБУ «НИИ ЦПК имени Ю. А. Гагарина». 600-й космонавт мира и 130-й космонавт СССР/России (132-й гражданин СССР/России в космосе). До поступления в отряд космонавтов проходил службу в Военно-воздушных силах Министерства обороны России. Герой Российской Федерации, лётчик-космонавт Российской Федерации (2024).
Совершил космический полёт в составе экипажа миссии SpaceX Crew-6 на американском частном многоразовом космическом корабле Crew Dragon компании SpaceX, который стартовал 2 марта 2023 года к Международной космической станции и 4 сентября 2023 года, после 185-суточного полёта, возвратился на Землю. Участник космических экспедиций МКС-68/МКС-69. Стал вторым российским космонавтом, совершившим полёт на корабле Crew Dragon.

## Ранние годы, учёба и воинская служба
Андрей Валерьевич Федяев родился 26 февраля 1981 года в Серове Свердловской области.
В 1998 году, после окончания средней школы № 19 в Верхней Туре поступал в Качинское высшее военное авиационное училище лётчиков, но не удачно. В 1999 году поступил на факультет «Противолодочная авиация» Балашовского военного авиационного института, который в 2002 году был реорганизован в Балашовский УАЦ — 4 авиационный факультет Краснодарского военного авиационного института. В 2004 году после окончания учёбы получил диплом инженера-пилота по специальности «Эксплуатация воздушного транспорта и управления воздушным движением».
Проходил службу в 317-й смешанном авиационном полку в городе Елизово Камчатского края помощником командира корабля Ил-38. Военный лётчик 2-го класса. До поступления в отряд космонавтов имел налёт более 500 часов.
7 февраля 2013 года капитану Федяеву приказом министра обороны было присвоено очередное воинское звание — майор. В апреле 2013 года А. В. Федяев был уволен в запас из рядов Вооружённых Сил РФ.
В 2019 году поступил на обучение во Владимирский филиал РАНХиГС.

## Космическая подготовка
В 2010 году А. В. Федяев подавал заявление на поступление в отряд космонавтов, но не был зачислен. В 2012 году принял участие в первом открытом конкурсе по отбору в отряд космонавтов России. 8 октября 2012 года решением Межведомственной комиссии был допущен в числе 9 претендентов к прохождению общекосмической подготовки.
25 апреля 2013 года назначен на должность кандидата в космонавты-испытатели отряда космонавтов ФГБУ «НИИ ЦПК имени Ю. А. Гагарина».
В феврале 2013 года участвовал в двухсуточной тренировке по отработке действий после приземления экипажа в лесисто-болотистой местности зимой. В июле 2014 года участвовал в тренировках по подъёму космонавта на борт вертолёта, находящегося в режиме зависания.
16 июня 2014 года решением Межведомственной квалификационной комиссии ему была присвоена квалификация «космонавт-испытатель», 15 июля 2014 года назначен на должность космонавта-испытателя.
В августе 2014 года принял участие в трёхнедельной специальной парашютной подготовке космонавтов на базе Мензелинского филиала центрального аэроклуба Республики Татарстан ДОСААФ России, в октябре того же года участвовал в тренировках по действиям экипажа в случае нештатной посадки в гористой местности в районе перевала гор Кавказского хребта, а в ноябре 2016 года — в Туапсинском районе Краснодарского края.
В августе 2018 года на самолёте-лаборатории ЦПК Ту-134ЛК участвовал в тренировочных полётах по проведению визуально-инструментальных наблюдений Земли в районах Восточной Сибири, Дальнего Востока, Сахалина и Камчатки.
Проходил подготовку в составе дублирующего экипажа космической экспедиции МКС-68 и основного экипажа МКС-69. Был дублером космонавта Анны Кикиной в составе миссии SpaceX Crew-5. В июле 2022 года назначен на полёт в составе миссии SpaceX Crew-6.

## Полёт
2 марта 2023 года в 5:34 UTC стартовал с площадки 39A Космического центра имени Кеннеди (НАСА) в штате Флорида в составе экипажа миссии SpaceX Crew-6 на американском частном многоразовом космическом корабле Crew Dragon компании SpaceX c помощью тяжелой ракеты-носителя Falcon 9 к Международной космической станции. Участник космических экспедиций МКС-68/МКС-69. Стал вторым российским космонавтом, совершившим полёт на корабле Crew Dragon.
19 апреля 2023 года при выходе в открытый космос космонавтов Роскосмоса Сергея Прокопьева и Дмитрия Петелина для переноса на многоцелевой лабораторный модуль (МЛМ) «Наука» радиатора, необходимого для снятия с МЛМ тепловых нагрузок, а также 3-4 мая 2023 года при переносе и установке шлюзовой камеры на МЛМ «Наука», Андрей Федяев управлял манипулятором ERA с борта станции.
6 мая 2023 года Федяев в составе экипажа миссии Crew-6 участвовал в перестыковке корабля Crew Dragon от верхнего узла модуля «Гармония» американского сегмента МКС к переднему узлу того же модуля.
9-10 августа, при выходе космонавтов Прокопьева и Петелина в открытый космос, Андрей Федяев с борта МКС управлял манипулятором ERA при перемещении переносного рабочего места с модуля «Рассвет» на модуль «Наука». Затем с помощью того же манипулятора выполнил пробное перемещение Сергея Прокопьева на переносном рабочем месте, после чего установил рабочее место на хранение на модуле «Наука».
3 сентября 2023 года в 14:05 мск корабль Crew Dragon с экипажем миссии Crew-6 отчалил от МКС и 4 сентября 07:17 мск приводнился у побережья штата Флорида.
Статистика
| # | Стартовый корабль                | Старт, UTC        | Экспедиция               | Корабль посадки | Посадка, UTC      | Налёт                       | Выходы в открытый космос | Время в открытом космосе |
| - | -------------------------------- | ----------------- | ------------------------ | --------------- | ----------------- | --------------------------- | ------------------------ | ------------------------ |
| 1 | Dragon 2 Endeavour SpaceX Crew-6 | 02.03.2023, 05:34 | SpaceX Crew-6, МКС-68/69 | Dragon 2        | 04.09.2023, 04:17 | 185 суток 22 часа 42 минуты | 0                        | 0                        |

## Семья, увлечения
Андрей Федяев женат, в семье пять детей, 4 сына: Данила, Никита, Кирилл ,Антон и дочь Василиса.
С 2005 года являлся актёром Народного театра г. Елизово. Участник команды КВН в своей войсковой части.

## Награды и звания
- высшее звание «Герой Российской Федерации» (12 апреля 2024 года) — за мужество и героизм, проявленные при осуществлении длительного космического полёта на Международной космической станции[19];
- медаль Ю. А. Гагарина (Роскосмос, 2023)[20];
- медали «За отличие в военной службе» II и III степени (Минобороны России, 2008, 2013)
- медаль «За пропаганду спасательного дела» (МЧС России, 5 марта 2024 года)[21];
- почётное звание «Лётчик-космонавт Российской Федерации» (12 апреля 2024 года)[19].